# رودجر وارد
رودجر وارد (بالإنجليزية: Rodger Ward)‏ مواليد 10 يناير 1921 في بلويت، كان سائق فورملا 1 أمريكي سابق بدأ مسيرته الاحترافية سنة 1951. خاض خلال مسيرته 12 سباقاً فاز في 1 منها.

## سباقات شارك فيها
- بطولة العالم للسيارات الرياضية

## روابط خارجية
- رودجر وارد على موقع Racing-Reference.info (الإنجليزية)
- رودجر وارد على موقع DriverDB.com (الإنجليزية)